# Juanita Castro
Juanita Castro (n. 6 mai 1933, Birán⁠(d), Holguín Province⁠(d), Cuba – d. 4 decembrie 2023, Miami, Florida, SUA) a fost sora dictatorului comunist cubanez Fidel Castro. Juanita Castro a fugit din Cuba în 1964 și a fost o activistă anticomunistă. Juanita Castro a fost recrutatǎ de CIA și a fost agentǎ de spionaj. Pe tema lui Juanita Castro, regizorul Andy Warhol a realizat filmul The life of Juanita Castro (1965).